# Nitorus trigibber
Nitorus trigibber is een keversoort uit de familie snoerhalskevers (Anthicidae). De wetenschappelijke naam van de soort is voor het eerst geldig gepubliceerd in 1876 door Marseul.